# Nikolai Andrejewitsch Malko
Nikolai Andrejewitsch Malko (ukrainisch Микола Малько, russisch Николай Андреевич Малько; * 22. Apriljul. / 4. Mai 1883greg. in Brailow, Gouvernement Podolien, Russisches Kaiserreich; † 23. Juni 1961 in Sydney, Australien) war ein ukrainischer Dirigent.

## Leben
In seiner Jugend veröffentlichte Malko Musikkritiken in der russischen Presse und trat als Pianist und später als Dirigent auf. 1906 schloss er sein Geschichts- und Sprachstudium an der Sankt Petersburger Universität und 1909 sein Studium am Sankt Petersburger Konservatorium ab. Seine Lehrer waren Nikolai Rimski-Korsakow, Alexander Glasunow, Anatoli Ljadow und Nikolai Tscherepnin. 1909 wurde er Dirigent am Mariinski-Theater und sechs Jahre später sogar Chefdirigent. Ab 1909 studierte er Dirigieren bei Felix Mottl in München. 1918 wurde er Direktor am Konservatorium in Wizebsk und ab 1921 unterrichtete er am Moskauer Konservatorium. Er wurde Dirigent der Sankt Petersburger Philharmoniker im Jahr 1926 und leitete im selben Jahr die Premieren von Schostakowitschs erster Sinfonie sowie der zweiten Sinfonie 1927. Außerdem dirigierte er die Uraufführung von Nikolai Mjaskowskis fünfter Sinfonie, die neunte Sinfonie widmete der Komponist Malko.
1928 setzte er sich während einer Konzertreise in den Westen ab. Er lebte in Wien, Prag und von 1930 bis 1956 in Kopenhagen, wo er das Dänische Radio-Sinfonieorchester errichten half und den Titel eines ständigen Gastdirigenten hatte.
Er siedelte 1940 in die USA um, wo er auch Dirigierunterricht gab. Seine Dirigiertechniken wurden dokumentiert und veröffentlicht in The Conductor and his Baton (1950). Ein Dirigierhandbuch, das aktuell in den USA erhältlich ist (Elizabeth A. H. Green: The Modern Conductor, 1996) basiert explizit auf den Prinzipien von Malkos Buch. Er nahm viele Werke mit EMI in Kopenhagen und mit dem Philharmonia Orchestra auf, größtenteils russisches Repertoire. 1951 dirigierte er die Uraufführung von Vagn Holmboes siebter Sinfonie mit dem Dänischen Radio-Sinfonieorchester.
1956 zog er nach Australien und wurde Chefdirigent des Sydney Symphony Orchestra. Diese Position hatte er bis zu seinem Tod inne.
Seit 1965 wird in Kopenhagen für junge Dirigenten der nach ihm benannte Nikolai-Malko-Wettbewerb ausgetragen.